# Kács
Kács este un sat în districtul Mezőkövesd, județul Borsod-Abaúj-Zemplén, Ungaria, având o populație de 506 locuitori (2011). 

## Demografie
Componența etnică a satului Kács
     Maghiari (98,5%)
     Necunoscut (0,64%)
     Germani (0,85%)
     Alții (0,64%)
Componența confesională a satului Kács
     Romano-catolici (76,28%)
     Reformați (5,34%)
     Fără religie (3,75%)
     Necunoscută (14,62%)
Conform recensământului din 2011, satul Kács avea 506 locuitori. Din punct de vedere etnic, majoritatea locuitorilor (98,5%) erau maghiari. Apartenența etnică nu este cunoscută în cazul a 0,64% din locuitori.  Din punct de vedere confesional, majoritatea locuitorilor (76,28%) erau romano-catolici, existând și minorități de reformați (5,34%) și persoane fără religie (3,75%). Pentru 14,62% din locuitori nu este cunoscută apartenența confesională.